# Italo Viglianesi

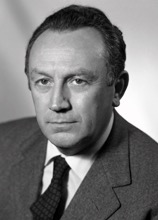
Italo Viglianesi

Italo Viglianesi (* 1. Januar 1916 in Caltagirone, Provinz Catania, Sizilien; † 19. Januar 1995 in Rom) war ein Italienischer Gewerkschaftsfunktionär und Politiker der Partito Socialista Democratico Italiano (PSDI) sowie später der Partito Socialista Italiano (PSI), der zwischen 1953 und 1969 Generalsekretär des Gewerkschaftsbundes UIL (Unione Italiana del Lavoro) sowie von 1963 bis 1979 dem Senat (Senato della Repubblica) als Mitglied angehörte. Er war von 1970 bis 1972 Minister für Verkehr und Zivilluftfahrt.

## Leben
Viglianesi war als Gewerkschaftsfunktionär tätig und war zwischen 1953 und 1969 Generalsekretär des Gewerkschaftsbundes UIL (Unione Italiana del Lavoro). Ferner gehörte er dem Nationalen Vorstand des Nationalrates für Wirtschaft und Arbeit CNEL (Consiglio nazionale dell’economia e del lavoro) als Mitglied an.
Bei den Wahlen vom 28. April 1963 wurde er für PSDI erstmals zum Mitglied des Senats (Senato della Repubblica) gewählt und vertrat in diesem bis zum 19. Juni 1979 die Interessen der Region Lombardei. Während der vierten Legislaturperiode war er zwischen Juli 1963 und Dezember 1966 Mitglied des Ständigen Senatsausschusses für Arbeit, Auswanderung und Sozialversicherung sowie von Juni 1963 bis Juni 1968 Sekretär des Parlamentarischen Ausschusses für die Rundfunkaufsicht. Des Weiteren wurde er als Nachfolger von Edgardo Lami Starnuti am 18. März 1965 Vorsitzender der PSDI-Fraktion im Senat, ehe er von diesem am 9. November 1966 wieder abgelöst wurde. Gleichzeitig war er von April 1965 bis Januar 1968 Mitglied des Geschäftsordnungsausschusses sowie zwischen Dezember 1966 und Oktober 1970 Mitglied des Ständigen Auswärtigen Ausschusses des Senats. Am 23. Oktober 1968 wechselte er zur PSI und legte 1969 seine Funktion als Generalsekretär der UIL nieder, woraufhin er durch ein dreiköpfiges Generalsekretärsteam (Lino Ravecca, Ruggero Ravenna und Raffaele Vanni) abgelöst wurde.
Viglianesi war vom 7. März 1969 bis zum 26. März 1970 einer der Vizepräsidenten des Senats und wurde anschließend am 27. März 1970 von Ministerpräsident Mariano Rumor zum Minister für Verkehr und Zivilluftfahrt (Ministro dei trasporti e dell’aviazione civile) in dessen drittes Kabinett berufen und übte dieses Ministeramt auch im Kabinett Colombo bis zum 16. Februar 1972 aus.
Daneben war er zwischen Oktober 1970 und Mai 1972 auch Mitglied des Ständigen Senatsausschusses für Finanzen und Schatz sowie in der sechsten Legislaturperiode von Juli 1972 bis September 1973 zunächst Mitglied des Ständigen Senatsausschusses für öffentliche Arbeiten und Kommunikation, ehe er zwischen September 1973 und Juli 1976 abermals Mitglied des Ständigen Senatsausschusses für Finanzen und Schatz war. Während seiner letzten Jahre im Senat fungierte Viglianesi in der sechsten Legislaturperiode von Juli 1976 bis Juni 1979 als Vorsitzender des Ständigen Auswärtigen Ausschusses des Senats.